# E.B. Clucher
E.B. Clucher, pseudonimo di Enzo Barboni (Roma, 10 luglio 1922 – Roma, 23 giugno 2002), è stato un regista, sceneggiatore e direttore della fotografia italiano.

## Biografia
Nato nel 1922, Enzo Barboni cominciò come operatore alla macchina già nel 1942, a soli vent'anni, e nel 1961 divenne direttore della fotografia con il film I due marescialli di Sergio Corbucci. Contemporaneamente cominciò a lavorare anche come sceneggiatore. Il passaggio alla regia, con lo pseudonimo di E.B. Clucher (aveva preso il nome Clucher dalla madre di origini tedesche), avvenne nel 1970 con un western "tradizionale", Ciakmull - L'uomo della vendetta che non fu di gran successo. Nello stesso anno diresse il cult movie, Lo chiamavano Trinità..., con Terence Hill e Bud Spencer del quale scrisse anche il soggetto e la sceneggiatura.
Il successo di questo film andò oltre ogni aspettativa, risultando uno dei più grandi incassi dell'epoca. Tra le chiavi del successo sicuramente vi è l'ironia portata nel genere rigido e freddo del western. Così dopo il primo film con la coppia Spencer-Hill, Barboni diresse nel 1971 il seguito ...continuavano a chiamarlo Trinità, che riscuoterà anch'esso un enorme successo commerciale. Stipulato un contratto, Enzo Barboni dirigerà altri tre film con Terence Hill e Bud Spencer: I due superpiedi quasi piatti (1977), Nati con la camicia (1983), Non c'è due senza quattro (1984) e Renegade - Un osso troppo duro  col solo Hill nel 1987. 
La produzione di Barboni è considerata distinta per garbo e per un taglio "per famiglie" che il pubblico mostrò di apprezzare moltissimo fino ai primi anni ottanta. Certamente la verve dei film di Trinità non fu più raggiunta e lo spaghetti western, sia in forma classica che ironica, entrò in una crisi profonda da cui non si è più risollevato. Barboni continuò a scrivere anche per altri film ma poi pian piano si ritirò: gli ultimi film infatti furono sceneggiati dal figlio Marco Tullio Barboni, tra i quali l'ultimo della sua carriera Trinità & Bambino... e adesso tocca a noi! (1995), un infelice tentativo di rievocare lo storico successo di Lo chiamavano Trinità..., mettendo insieme la coppia di attori statunitensi Heath Kizzier e Keith Neubert. Enzo Barboni morì nel 2002, pochi giorni prima di compiere 80 anni.

## Filmografia

### Direttore della fotografia
- Ciao, pais... regia di Osvaldo Langini (1956)
- Romolo e Remo, regia di Sergio Corbucci (1961)
- I due marescialli, regia di Sergio Corbucci (1961)
- Totò diabolicus, regia di Steno (1962)
- Lo smemorato di Collegno, regia di Sergio Corbucci (1962)
- Gidget a Roma (Gidget Goes to Rome), regia di Paul Wendkos (1963)
- Il giorno più corto, regia di Sergio Corbucci (1963)
- Gli onorevoli, regia di Sergio Corbucci (1963)
- Django, regia di Sergio Corbucci (1966)
- The Bounty Killer, regia di Eugenio Martin (1966)
- I crudeli, regia di Sergio Corbucci (1967)
- Little Rita nel West, regia di Ferdinando Baldi (1967)
- Vivo per la tua morte, regia di Camillo Bazzoni (1968)
- Mandato di uccidere (Assignment to Kill), regia di Sheldon Reynolds (1968)
- Preparati la bara!, regia di Ferdinando Baldi (1968)
- Il suo nome gridava vendetta, regia di Mario Caiano (1968)
- Un treno per Durango, regia di Mario Caiano (1968)
- Un esercito di 5 uomini, regia di Italo Zingarelli (1969)
- Franco e Ciccio... ladro e guardia, regia di Marcello Ciorciolini (1969)

### Produttore
- Gli fumavano le Colt... lo chiamavano Camposanto, regia di Giuliano Carnimeo (1971)

### Regista
- Ciakmull - L'uomo della vendetta (1970)
- Lo chiamavano Trinità... (1970)
- ...continuavano a chiamarlo Trinità (1971)
- ...e poi lo chiamarono il Magnifico (1972)
- Anche gli angeli mangiano fagioli (1973)
- Anche gli angeli tirano di destro (1974)
- I due superpiedi quasi piatti (1977)
- Ciao nemico (1981)
- Nati con la camicia (1983)
- Non c'è due senza quattro (1984)
- Renegade - Un osso troppo duro (1987)
- Un piede in paradiso (1991)
- Trinità & Bambino... e adesso tocca a noi! (1995)

### Sceneggiatore
- Lo chiamavano Trinità..., regia di E.B. Clucher (1970)
- ...continuavano a chiamarlo Trinità, regia di E.B. Clucher (1971)
- Gli fumavano le Colt... lo chiamavano Camposanto, regia di Giuliano Carnimeo (1971)
- ...e poi lo chiamarono il Magnifico, regia di E.B. Clucher (1972)
- Anche gli angeli mangiano fagioli, regia di E.B. Clucher (1973)
- Anche gli angeli tirano di destro, regia di E.B. Clucher (1974)
- I due superpiedi quasi piatti, regia di E.B. Clucher (1977)
- Ciao nemico, regia di E.B. Clucher (1981)